# Çò de Cavalhero
Çò de Cavalhero és un edifici del poble de Gessa, en el municipi de Naut Aran (Vall d'Aran) inclòs en l'Inventari del Patrimoni Arquitectònic de Catalunya. S'ha de relacionar amb el llinatge dels Pont que durant aquella època destacà en l'arxiprestat de Gessa (Vegeu Çò de Rosa)

## Descripció
Es tracta d'un casal de notables dimensions que d'acord amb les obertures presenta tres plantes i dues línies de lucanes al capdamunt. La teulada d'encavallades de fusta i llicorella acaba en un angle rom. Conserva obra de fàbrica en la cantonada, en l'obertura d'un balcó i en la portada. La clau d'aquest portal és una peça pentagonal que duu el monograma de Crist seguit de Ma, l'any 1618 i el nom del propietari FRANCES PONT inscrits en quatre línies assenyalades a banda i banda per petits triangles convergents. A banda d'això, sense dubte l'element més remarcable és la cornisa sobresortint de la façana feta d'obra i resolta per filades d'aproximació.